# 帝京学園短期大学
帝京学園短期大学（ていきょうがくえんたんきだいがく、英語: Teikyo Gakuen Junior College）は、山梨県山梨市上神内川1150-1に本部を置く日本の私立大学。1967年創立、1967年大学設置。大学の略称は帝京学園短大。

## 概観

### 大学全体
- 山梨県山梨市に所在する日本の私立短期大学で、設置主体は学校法人帝京学園[1]。
- 1967年に山梨帝京短期大学として開学。学科体制は1学科。元々は女子のみだったが現在は男女共学である。

### 建学の精神
- 帝京学園短期大学建学の精神は、努力をすべての基とし偏見を排し、幅広い知識を身につけ、国際的視野に立って判断ができ、実学を通して創造力および人間味豊かな専門性ある人材の育成を目的とするである。

### 教育および研究
- 設置学科は保育科のみ。海外研修（香港）も取り入れている。

### 学風および特色
- 帝京短期大学こども教育学科通信教育部の山梨スクーリング会場として使用されることがある。

## 沿革
- 1967年
  - 2月7日 左記を以て文部省[注 1]より短期大学の設置が認可される[注 2]。
  - 4月1日 山梨帝京短期大学が以下の学科体制にて開学[注 3]。
    - 保育科 入学定員50名[注 4]

  - 5月1日 学生数[8]/定員
    - 保育科 20[注釈 1]/50
- 1968年
  - 5月1日 学生数[9]/定員
    - 保育科 43[注釈 1]/100
- 1982年
  - 山梨帝京幼稚園を山梨帝京短期大学附属幼稚園に改称認可。
- 1985年
  - 5月1日 学生数[10]/定員
    - 保育科 136[注釈 1]/100
- 1986年
  - 5月1日 学生数[11]/定員
    - 保育科 98[注釈 1]/100
- 1987年
  - 5月1日 学生数[12]/定員
    - 保育科 113[注釈 1]/100
- 1989年
  - 4月1日  山梨帝京短期大学を帝京学園短期大学に改称[注 5]し、男女共学となる[16]。
  - 5月1日 学生数[17]/定員
    - 保育科 147[注釈 1]/100
- 1990年
  - 5月1日 学生数[18]/定員
    - 保育科 254[注 6]/100
- 1992年
  - 5月1日 学生数[注 7]/定員
    - 保育科 330[注 8]/100
- 1999年
  - 5月1日 学生数[21]/定員
    - 保育科 88[注 9]/100
- 2007年
  - 4月1日 保育科の入学定員を50→100に増員[注 10]。
- 2010年
  - 4月1日 保育科の入学定員を100→65に減員[注 11]。
- 2018年
  - 4月1日 保育科の入学定員を65→50に減員[注 12]。
- 2019年
  - 山梨市へ移転。
- 2020年
  - 帝京学園短期大学附属幼稚園を廃止認可。

## 基礎データ

### 所在地
- 山梨県山梨市上神内川1150-1
  - 交通アクセス: JR山梨市駅下車。

### 象徴
- ホームページほか右記資料も参照のこと[28]。

### 組織

#### 学科
- 保育科 入学定員50名[1]

#### 取得資格について
- 保育士資格と幼稚園教諭二種免許状が取得できるようになっている。

#### 研究
- 『帝京学園短期大学研究紀要』[29]
- 『紀要』[注 13]

## 学生生活

### 部活動・クラブ活動・サークル活動
- サークル活動には「音楽」・「美術」・「童話」など幼児教育に有用なものがある。

### 学園祭
- 学園祭は「紅葉祭」と呼ばれ、毎年11月に実施される。オペレッタや人形劇など保育に関連するイベントが活発である。

## 大学関係者と組織

### 大学関係者一覧
- 冲永沆 - 初代学長
- 冲永キン - 二代学長
- 冲永嘉計 - 三代学長
- 横山信一郎 - 四代学長
- 服部郁子 - 五代学長
- 冲永莊八 - 六代学長

## 対外関係

### 姉妹校
- 帝京大学グループ - 帝京大学短期大学 - 帝京短期大学

## 卒業後の進路について

### 就職について
- 保育所への就職者が最も多い傾向にある。

### 編入学・進学実績
- 帝京科学大学・帝京大学・帝京平成大学など系列校が多い。

## 附属学校
- 帝京学園短期大学附属幼稚園 - 2020年（令和2年）3月を以て閉園